# 唐罗德里戈镇
唐罗德里戈镇是西班牙卡斯蒂利亚-拉曼恰雷阿尔城省的一个市镇。 总面积425平方公里，总人口1319人（2001年），人口密度3人/平方公里。